# Fergal O'Brien

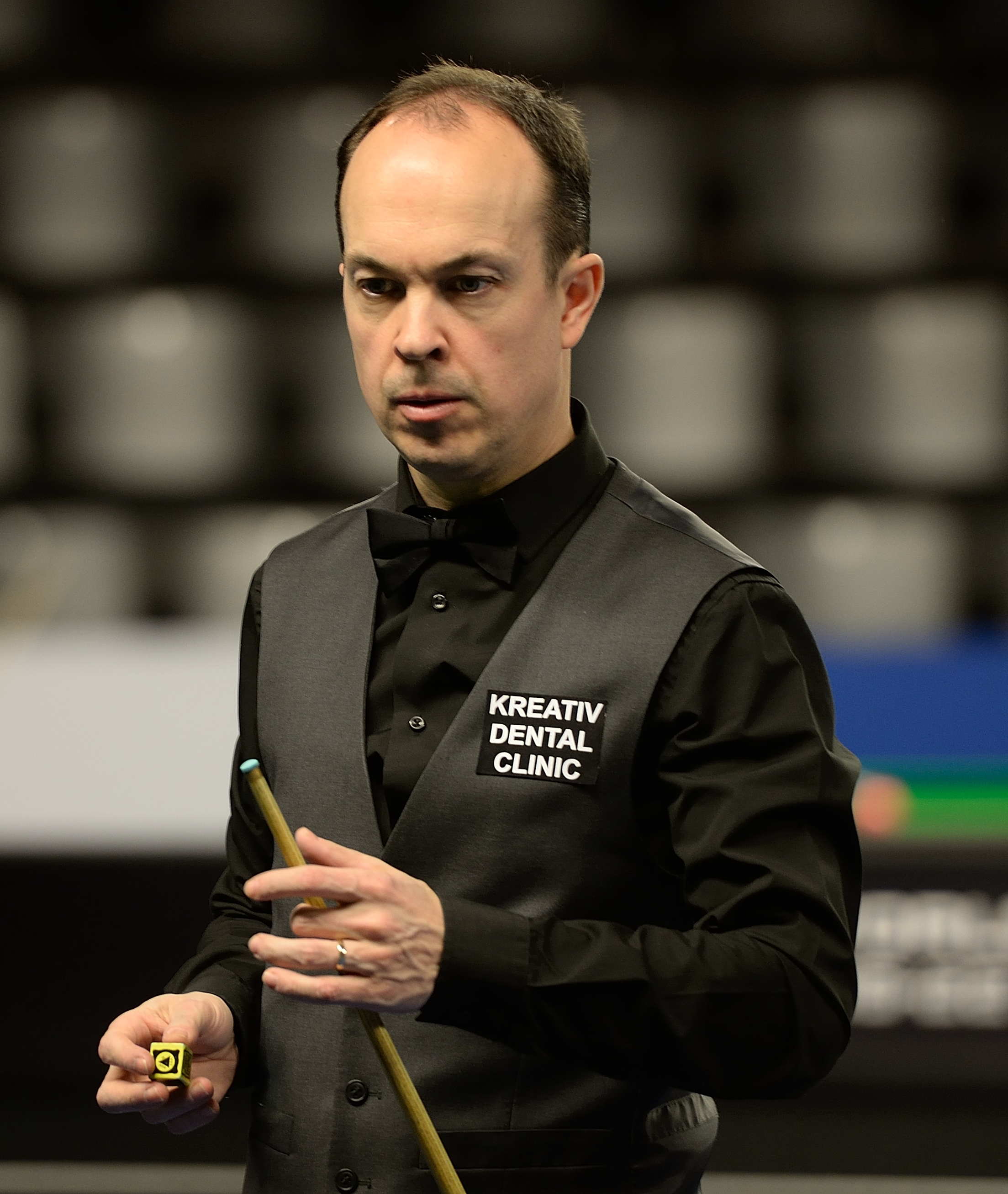
Fergal O'Brien

Fergal O'Brien, född 8 mars 1972, är en irländsk professionell snookerspelare. Hans största framgång är segern i British Open 1989, då han slog Anthony Hamilton i finalen med 9-7. Detta är O'Briens enda rankingtitel.
O'Brien har även gått till final i Masters 2001 samt i Northern Ireland Trophy 2007. Han har varit rankad bland topp-16 i världen i sammanlagt 3 säsonger. I VM har han inte haft några stora framgångar, men han är den ende någonsin som gjort ett century i sitt allra första frame i The Crucible Theatre, även om han sedan förlorade matchen mot Alan McManus.

## Rankingtitlar
- British Open: 1999